# Dagisteu (general)
Dagisteu (em latim: Dagistheus) foi um oficial bizantino do século VI, ativo durante o reinado do imperador Justiniano (r. 527–565). Como mestre dos soldados da Armênia, esteve ativo durante a Guerra Lázica (541–561) contra o Império Sassânida e conduziu uma série de iniciativas contra as tropas inimigas. Fez um cerco malsucedido contra Petra.

## Vida

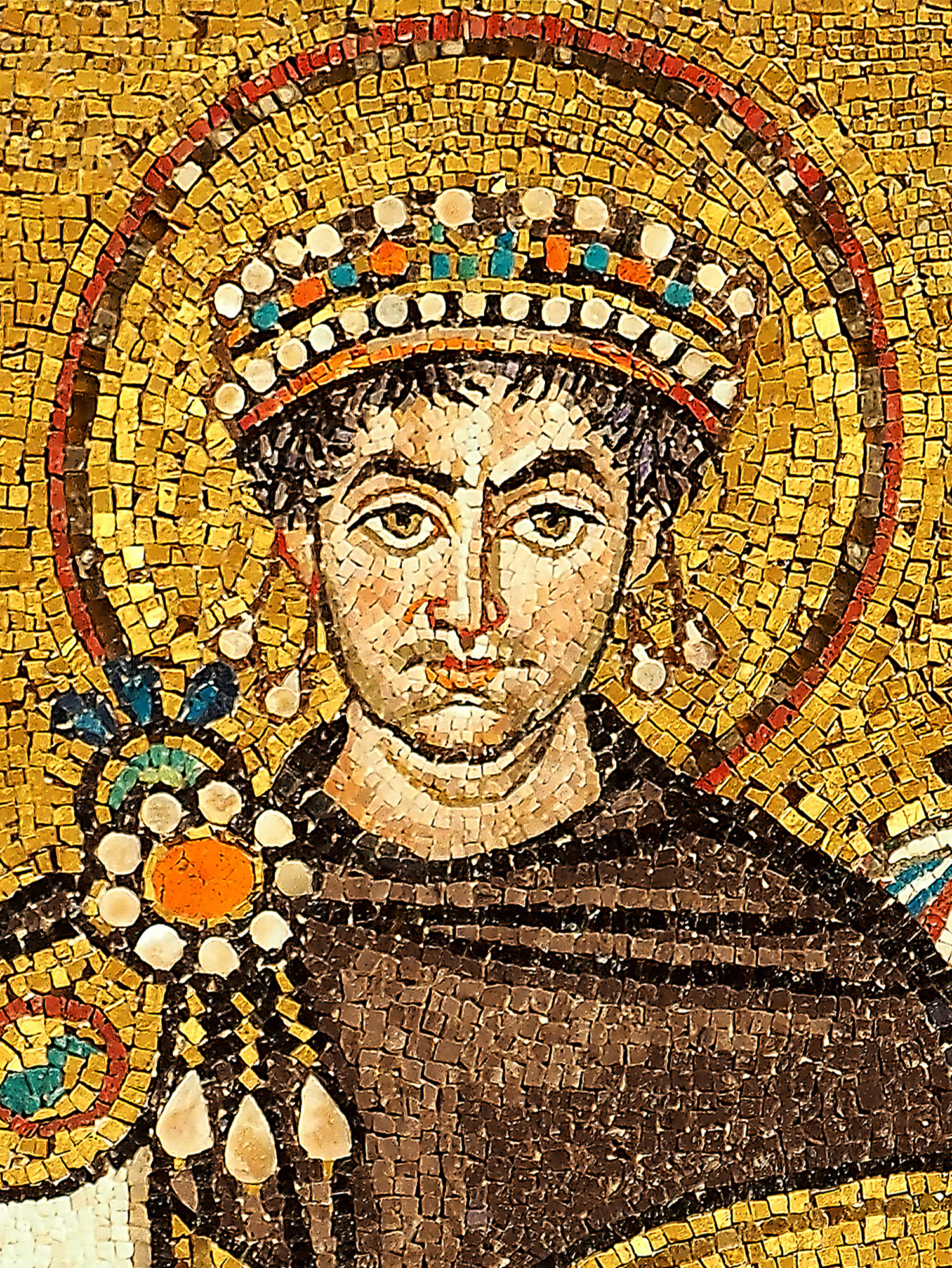
Justiniano em detalhe dum mosaico da Basílica de São Vital, em Ravena

O nome de Dagisteu é de origem germânica e possivelmente pode ter parentesco com o ostrogodo homônimo que esteve ativo nos Bálcãs no século V. Aparece certamente pela primeira vez nas fontes em 547/8, quando foi nomeado mestre dos soldados da Armênia, época na qual ainda era jovem, embora talvez possa ser identificado com o tribuno homônimo de Gérasa ativo nos anos 530. Ainda em 548, após o rei laze Gubazes II (r. 541–555) solicitar ajuda militar bizantina contra o Império Sassânida do xá Cosroes I (r. 531–579), o imperador Justiniano (r. 527–565) enviou-o para Lázica como general de uma força de sete mil bizantinos e mil tzanos. Ao chegar, uniu forçar com Gubazes e sitiou a cidade fortificada de Petra, um empreendimento custoso.
Durante o cerco, notícias do envio por Cosroes I duma força de socorro sob Mermeroes alcançaram os sitiantes. Gubazes redirecionou todas os efetivos lazes às zonas fronteiriças, enquanto solicitou que Dagisteu reunisse um destacamento para proteger o passo montanhoso que dirigia-se para sul do rio Fásis. Dagisteu atendeu ao pedido, porém enviou apenas 100 homens. No meio tempo, pressionou o cerco, conseguindo criar brechas nos muros. Confiante da vitória, negligenciou a tomada da cidade e preferiu enviar a Justiniano uma mensagem relatando sua vitória eminente e solicitando presentes para ele e seu irmão de nome incerto que estava atuando sob seu comando.
Como consequência, com a aproximação do exército de Mermeroes, que havia superado os soldados que guarneciam o passo de Fásis, abandonou o cerco e fugiu pelo Fásis sem dar ordens para seu exército. Os soldados bizantinos abandonaram seu acampamento com seus pertences e seguiram-no, enquanto os tzanos atacaram e repeliram os persas que se aproximaram de Petra e então eles próprios saquearam o acampamento bizantino antes de retornaram para casa via Rizeu e Trapezo. Em seguida, após os persas deixarem uma nova guarnição de três mil soldados em Petra e retirarem-se com o restante, Dagisteu reuniu dois mil soldados e juntou forças com o laze Fúbelis e ambos realizaram um ataque noturno contra alguns persas do exército de Mermeroes que estavam pastoreando seus cavalos, matando muitos e espantando os cavalos.

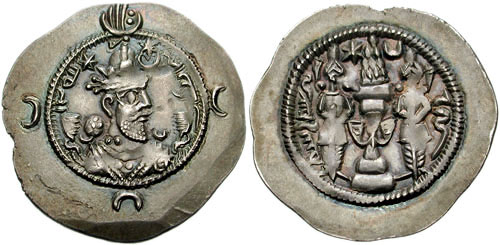
Dracma de r.

Lázica

Na primavera de 549, Dagisteu foi convidado por Gubazes II para unirem forças contra um exército sassânida de cinco mil homens que havia sido deixado no país por Mermeroes sob Fabrizo e estava pilhando o campo. Aceitou e marchou com todo seu exército para leste ao longo da marge sul do Fásis; a força conjunta deles compreendia 14 mil soldados. Conseguiram derrotar uma unidade avançada de guarda de mil soldados e então, ao alvorecer, atacaram de surpresa o acampamento inimigo, matando muitos dos sassânidas e capturando um dos comandantes e todos os bens do acampamento. Dagisteu e Gubazes perseguiram os fugitivos em direção à Ibéria, onde encontraram mais persas e conseguiram infligir-lhes mais baixas. Estes revezes obrigaram os sassânidas a abandonar Lázica e os bizantinos e lazes aproveitaram-se disso para destruir as reservas acumuladas por eles que seriam enviadas para Petra, deixaram uma grande guarnição laze para proteger os passos montanhosos e retornaram com os prisioneiros e espólios. Mais tarde no mesmo ano, quando Lázica foi invadida por um exército liderado pelo general Corianes, que estabeleceu seu acampamento próximo ao rio Hípis, Dagisteu e Gubazes marcharam juntos contra ele e estabeleceram seu campo no lado oposto do rio. Na batalha subsequente, enviaram primeiro a cavalaria sob João Guzes e Filegago e então marcharam logo atrás com a infantaria, conseguindo importante vitória.
No meio tempo, os lazes acusaram formalmente Dagisteu de traição e conluio com os persas, sobretudo em decorrência do episódio de Petra. Como resultado, Justiniano colocou-o em detenção em Constantinopla e enviou Bessas para substituí-lo. Apesar disso, em 551, foi enviado, talvez ainda como mestre dos soldados, numa expedição à Itália liderada pelo eunuco Narses. Esteve presente na Batalha da Tumba dos Galos (final de junho de 552), onde comandou o flanco bizantino direito. Em julho, desempenhou um importante papel na recaptura de Roma, quando, ao seguir as instruções de Narses, dirigiu-se com grande efetivo para uma área pouco defendida e escalou os muros, invadindo a cidade e suprimindo a maior parte da resistência. Aparentemente permaneceu na Itália até tão tarde quanto a década de 560, auxiliando Narses na restauração da autoridade bizantina na península.